# Ponderosa
Ponderosa é uma Região censo-designada localizada no estado americano de Novo México, no Condado de Sandoval.

## Demografia
Segundo o censo americano de 2000, a sua população era de 310 habitantes.

## Geografia
De acordo com o United States Census Bureau tem uma área de 19,0 km², dos quais 19,0 km² cobertos por terra e 0,0 km² cobertos por água. Ponderosa localiza-se a aproximadamente 1832 m acima do nível do mar.

## Localidades na vizinhança
O diagrama seguinte representa as localidades num raio de 32 km ao redor de Ponderosa.